# لیلی اوپال
لیلی اوپال (ارمنی: Լիլի Օփալ) نخستین زن ایرانی که در میدان‌های ورزشی حضور یافت در خانواده ارمنی در تهران متولد شد. او فعالیت ورزشی‌اش را با پینگ پنگ آغاز کرد و در سال ۱۹۵۸ (۱۳۳۷) در مسابقات پاکستان به عنوان اولین زن ایرانی در میدان‌های ورزشی خارج از کشور حاضر شد. وی پس از انقلاب به ایالات متحده آمریکا مهاجرت کرد.

## زندگی‌نامه
لیلی اوپال در سال ۱۹۳۱ میلادی (۱۳۱۰ خورشیدی) در تهران به دنیا آمد. وی فعالیت ورزشی را از سال ۱۹۴۵ (۱۳۲۴) شروع کرد و خیلی زود مقام قهرمانی را به دست آورد. وی بارها به همراه تیم ملی ایران در در مسابقات خارجی شرکت کرد و اوج شهرت وی در سال‌های ۱۹۵۳–۱۹۴۵ (۱۳۳۲–۱۳۲۴) بوده است.
ورزش را در رشته تنیس روی میز از سال ۱۹۴۵ (۱۳۲۴) شروع کرد و بزودی پیشرفت چشمگیری نمود. پدرش اولین سازنده اسکیت در ایران بود و لیلی در ۱۴ سالگی قهرمان این رشته در ایران شد. اما بزرگ‌ترین دستاورد لیلی در دنیای ورزش، ۱۲ سال پیاپی قهرمانی ایران در رشته تنیس روی میز بوده است. او اولین زن از ایران بود که به مسابقات بین‌المللی راه یافت و شانه به شانه مردها به رقابت پرداخت. در سال ۱۹۵۶ قهرمان آسیا در مسابقات تنیس روی میز شد و مدال طلا دریافت کرد. وی ۵ سال متوالی مقام قهرمان آسیا را به خود اختصاص داد. اوج شهرت وی در طول سال‌های ۱۹۴۵ و ۱۹۵۳ (۱۳۲۴ و ۱۳۳۲) بوده است که مطبوعات ایران توجه خاصی به موفقیت‌های وی داشتند و باشگاه‌های مختلف او را دعوت می‌کردند. لیلی اوپال به باشگاه فرهنگی ورزشی آرارات تهران وفادار بود و به هیچ باشگاه دیگری نپیوست. خواهرش کاترین اوپال نیز نایب قهرمان ایران در رشته تنیس روی میز بود.